# London Post Office Railway Baureihe 1927

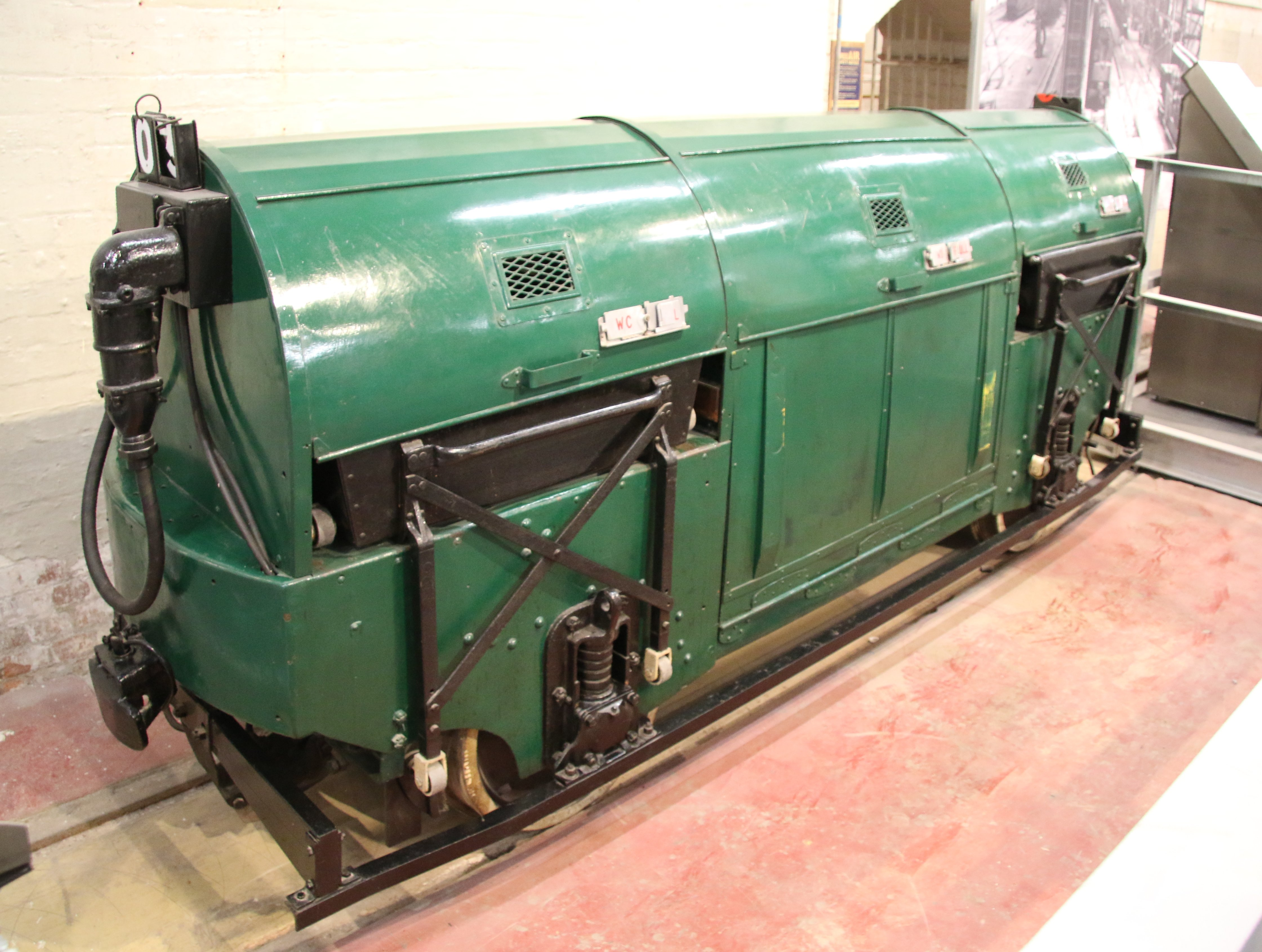
Triebwagen der Baureihe 1927

Die Baureihe 1927 der London Post Office Railway wurde 1927 bei English Electric gebaut. Es wurden 90 Stück dieser vierrädrigen Triebwagen gebaut. Sie dienten als erster Wagenpark der London Post Office Railway.
Die Fahrzeuge trugen die Nummern 591-680, jeweils drei Wagen bildeten einen Zug. Die Wagen bewährten sich nicht, da sie zu häufigen Entgleisungen neigten und außerdem zu wenig Kapazität hatten, um die Post in der britischen Hauptstadt zu transportieren. Deswegen wurden sie kurz danach durch 50 Wagen der Baureihe 1930 ersetzt. Dabei wurde die elektrische Ausrüstung der Baureihe 1927 wiederverwendet.
Der Wagen 601 wurde erhalten und steht heute in Mount Pleasant.